# Факультет журналистики МГУ
Факультет журналистики Московского государственного университета имени М. В. Ломоносова — ведущий центр журналистского образования России. Основанный в 1952 году, журфак МГУ сегодня является лидером научных исследований в области медиа и учебно-методической деятельности.
Занимает бывший Аудиторный корпус университета в центре Москвы, напротив Манежа (дом № 9 по Моховой улице), перестроенный в 1830-е годы по проекту Евграфа Тюрина из городской усадьбы Пашковых («второй дом Пашкова»).

## Истоки журналистского образования в МГУ
Подготовка журналистов в Московском университете началась в 1947 году, однако уже за два столетия до этого события и на протяжении всей своей истории Университет был самым тесным образом связан с российской журналистикой и сыграл особую роль в её развитии.

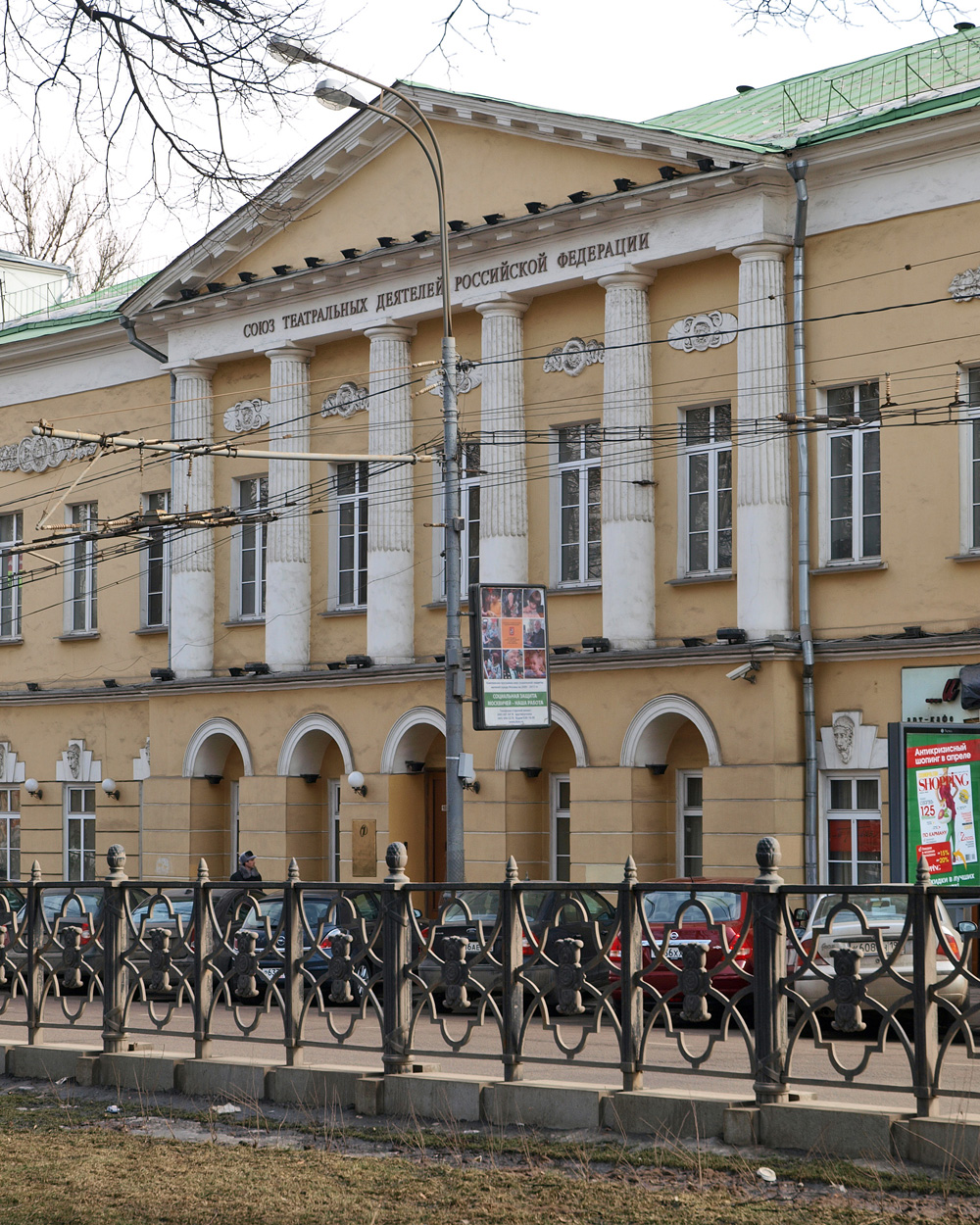
Бывший Редакторский корпус Типографии Императорского Московского университета

Ещё до основания Московского университета М. В. Ломоносов принимал активное участие в газетно-журнальной периодике. С 1748 по 1751 годы он редактировал «Санкт-Петербургские ведомости», самую долговечную российскую газету, издававшуюся с 1728 по 1917 год. Благодаря усилиям М. В. Ломоносова Университет получил возможность иметь собственную типографию. Указ о создании типографии был подписан 5 марта 1756 г., с 26 апреля в ней уже издается газета «Московские ведомости», редакторами которой в разное время были университетские профессора: Н. Н. Поповский, А. А. Барсов, П. Д. Вениаминов, ректор Х. А. Чеботарев. Газета «Московские ведомости», закрытая в 1917 году, до 1905 года принадлежала Московскому университету. В университетской типографии печатались также многочисленные литературные журналы: «Полезное увеселение» (1760), «Невинное упражнение» (1763), «Свободные часы» (1763), «Доброе намерение» (1764). Наряду с известными литераторами Херасковым, Тредиаковским и другими в них выступали и молодые авторы, помещались переводы произведений Бокаччо, Овидия, Вольтера, публикации из английского журнала «Зритель», очерки о древних историках Геродоте, Ксенофонте, Полибии, Фукидиде. В типографии университета издавался также журнал, в названии которого отражено его содержание: «Собрание лучших сочинений к распространению знания и к произведению удовольствия, или Смешанная библиотека о разных физических, экономических, також до мануфактур и до коммерции принадлежащих вещах». Издателем его был профессор Московского университета И. Г. Рейхель.

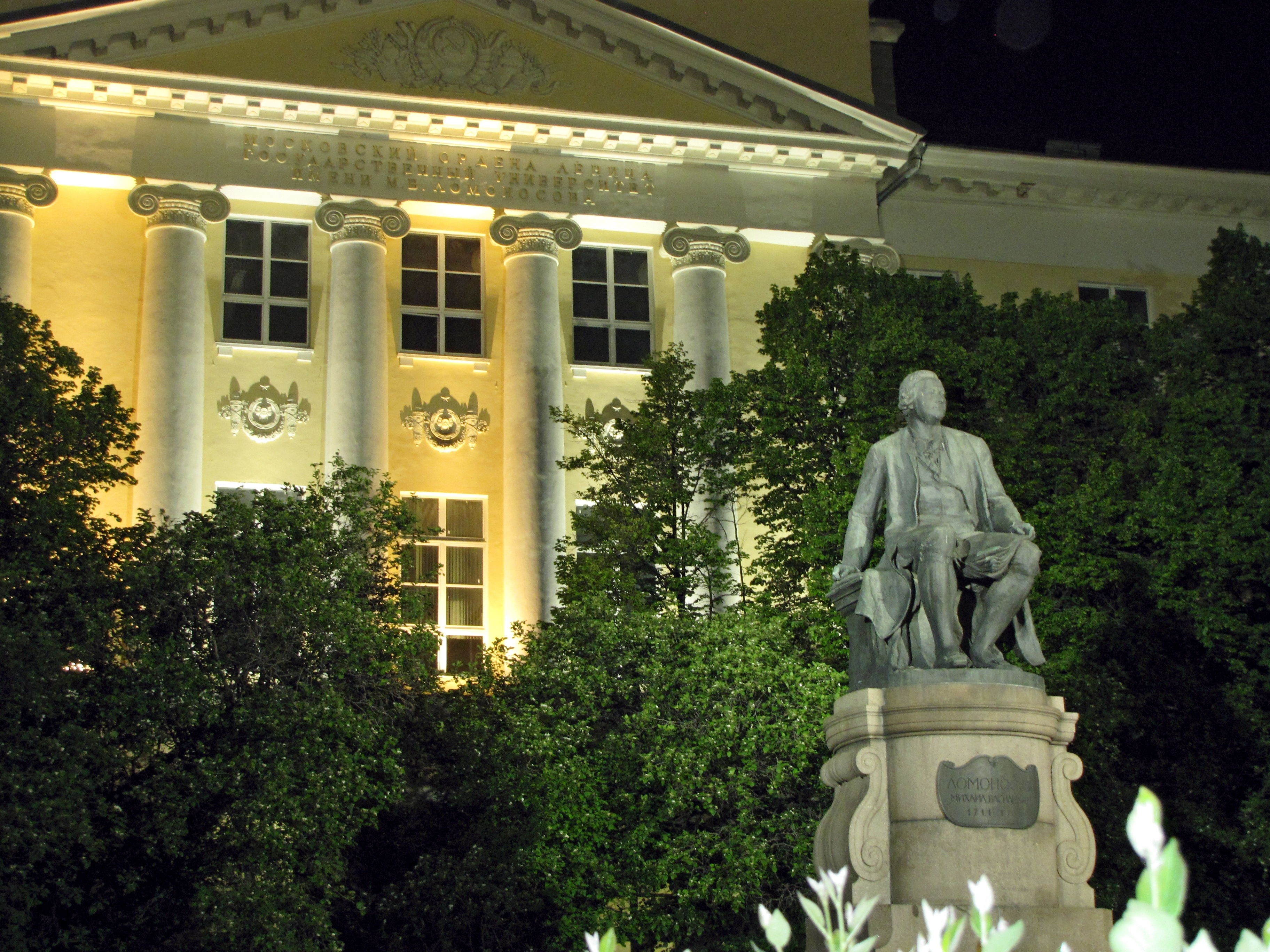
М. В. Ломоносов внёс значительный вклад в формирование российской журналистики. У входа на факультет стоит его памятник, а в атриуме расположен портрет

Особое значение для развития отечественной журналистики имела статья М. В. Ломоносова «Рассуждение об обязанностях журналистов при изложении ими сочинений, предназначенное для поддержания свободы философии». Уважению к профессии журналиста, русскому языку основатель Университета учил и в таких трудах, как «Риторика» (1748), «О качествах стихотворца рассуждение» (1755). До настоящего времени не утратили актуальности его рассуждения о правах и обязанностях, об ответственности и этике журналистов.
В Москве, ставшей родиной российской журналистики, появились и первые профессиональные журналисты Я. Синявич, Б. Волков. Немало талантливых, ярких журналистов, редакторов вышло из стен Московского университета: Н. И. Надеждин, А. И. Герцен, К. С. Аксаков, М. Н. Катков, А. И. Соболевский, А. П. Чехов, В. Я. Брюсов, П. Н. Милюков.
Вопрос подготовки журналистов в специальных учебных заведениях остро встал в начале XX века. В феврале 1905 года в Москве профессором Л. Е. Владимировым по примеру зарубежных учебных заведений были организованы первые курсы для обучения журналистов. Однако их деятельность прекратилась в связи с революционными событиями осени 1905 года.
Попытки готовить журналистов в профессиональных и высших учебных заведениях были предприняты и в советское время. В 1918 году при Коммунистическом университете имени Я. М. Свердлова действовали Центральные газетные курсы. В 1919 году РОСТА были созданы краткосрочные курсы по подготовке газетных техников, которые вскоре были переименованы в школу журналистов с полуторамесячным курсом обучения.
В 1921 году в системе Главпрофобра Народного комиссариата по просвещению учреждается Институт журналистики как «практический институт» с годичным сроком обучения. 15 октября 1921 года состоялось его открытие. 4 ноября 1923 года декретом Совета Народных Комиссаров Институт журналистики был преобразован в высшее учебное заведение с трехгодичным сроком обучения. Ему было присвоено название «Государственный институт журналистики». 1924 год начался под знаком реорганизации института в Коммунистическое высшее учебное заведение. Отсюда пошло название «КИЖ» для подобных учебных заведений, которые создавались в 30-е годы и в других городах: Ленинграде, Харькове, Минске, Алма-Ате, Свердловске и Куйбышеве.
В 1924 году газетные секции существовали и в Коммунистическом университете народов Запада в Москве. Здесь же в 30-е годы функционировал Редакционно-издательский институт.
В предвоенные годы КИЖи были закрыты, лишь Свердловский был реорганизован в отделение журналистики при филологическом факультете университета. В послевоенные годы работников печати, редакторов периодических изданий начали готовить в системе Высших партийных школ с трехгодичным сроком обучения. Но время подсказывало, что журналистский корпус нуждается в более широком гуманитарном образовании, чем это возможно в отраслевых вузах. В 1946 году в Ленинградском, а в 1947 году в Московском университетах на филологических факультетах открылись отделения журналистики. В последующие годы они появятся и в других университетах.

## История
Основан в 1952 году распоряжением Совета министров СССР на базе созданного в 1947 году отделения журналистики при филологическом факультете МГУ и редакционно-издательского факультета Московского полиграфического института. Декан — доцент Евгений Худяков. На факультете были кафедры: истории, теории и практики советской печати (заведующий с 1952 года — Евгений Худяков), истории русской журналистики и литературы (заведующий с 1952 года — доцент Ефим Ухалов), редакционно-издательского дела (заведующий с 1953 года — доцент Василий Вдовиченко, с 1954 года — доцент Александр Западов), стилистики русского языка (заведующий с 1952 года — профессор Константин Былинский).
В 1955 году создана кафедра истории зарубежной печати и литературы, заведующим стал доцент Ясен Засурский. В 1957 году заведующим созданной кафедры русской журналистики и литературы был назначен Александр Западов. В 1958 году появилась кафедра радиовещания и телевидения, заведующий — профессор Всеволод Ружников.
В 1962 году состоялись первые выборы руководителей факультетов, деканом факультета журналистики избран Евгений Худяков. В конце 1963 года в связи с ухудшением здоровья он был вынужден обратиться к ректору Ивану Петровскому с заявлением об освобождении его от обязанностей декана.
В 1965 году деканом факультета избран Ясен Засурский, исполнявший обязанности с 1964 года. В эти годы на факультете преподавали доцент Василий Попов (заведующий кафедрой газетного дела и средств информации), профессор Дитмар Розенталь (заведующий кафедрой стилистики), профессор Элеонора Лазаревич, Ефим Лихтенштейн, Ольга Панкина, Александр Мишурис, профессор Энвер Багиров, Владимир Пельт. В 1966 году начинается издание журнала «Вестник Московского университета. Серия „Журналистика“».
В 1968 году на факультете впервые проведён праздник посвящения в журналисты, ставший традиционным.
Позднее создаются лаборатория по изучению функционирования печати, радио и телевидения (1969), отделение «Фотожурналистика» (1973), международное отделение (1975), кафедра литературно-художественной критики и публицистики (1977), учебно-методическое объединение государственных университетов Российской Федерации по специальности «Журналистика» (1986), кафедра экономической журналистики и рекламы (1989), кафедра социологии журналистики (1990).
В 1970-е, 1980-е, 1990-е годы на факультете преподавали авторитетные учёные-филологи профессор Елизавета Кучборская, доцент Нинель Ванникова, доцент Евгения Привалова, профессор Эдуард Бабаев, профессор Владислав Ковалёв, профессор Галина Белая. Преподаванием на журфаке МГУ занимались или занимаются Антон Носик, Владимир Шахиджанян, Артемий Лебедев, Александр Амзин и многие другие.

## Деятельность

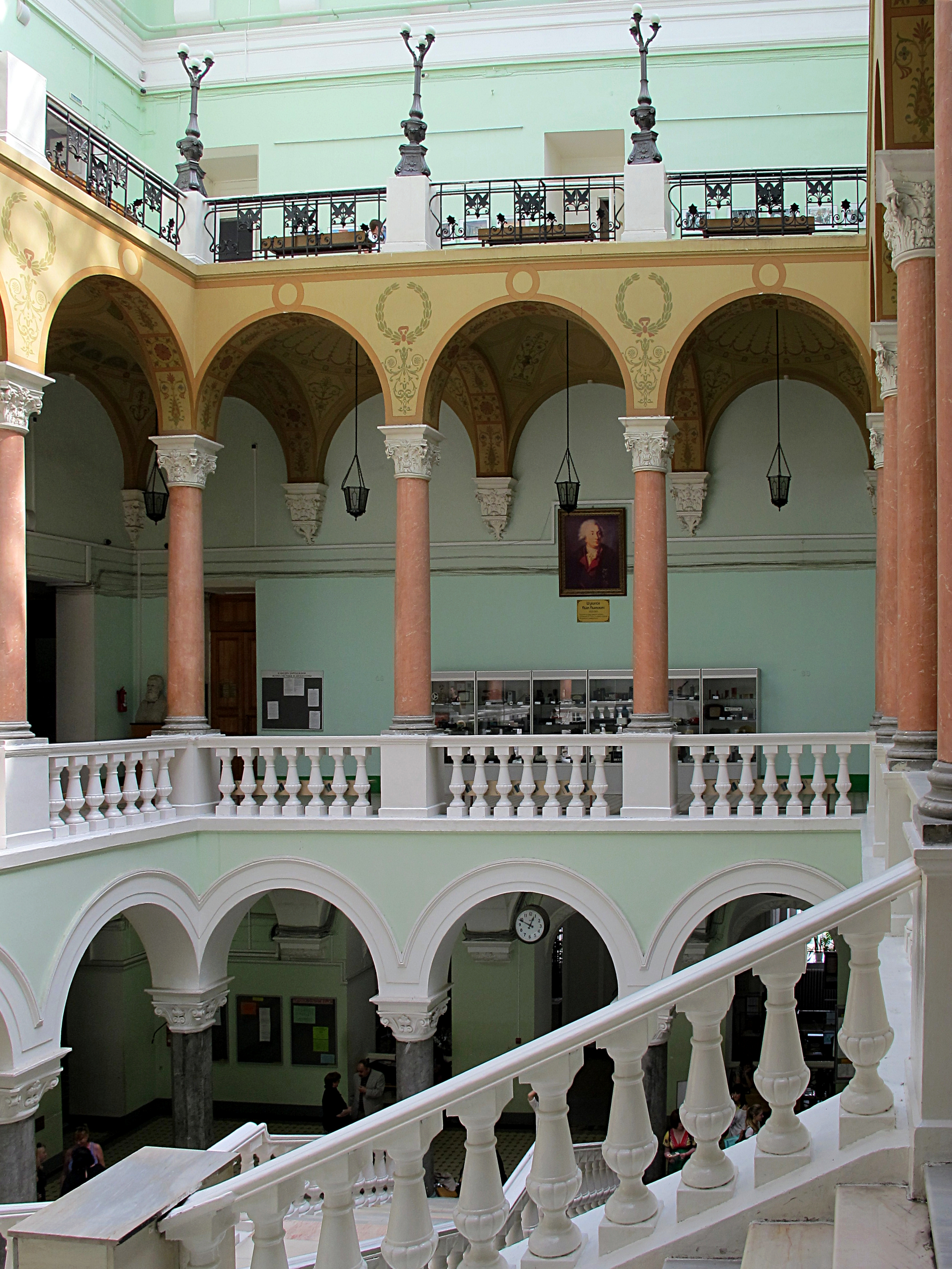
Учебные помещения

Факультет журналистики осуществляет подготовку по направлениям «Журналистика» и «Медиакоммуникации», а в 2022 году открылся приём на направление «Международная журналистика».
В бакалавриате очной формы обучения идет преподавание индустриальных модулей: «Телевизионная журналистика», «Журналистика газет и журналов», «Радиожурналистика», «Фотожурналистика», «Интернет-журналистика», «Медиабизнес», «Дизайн СМИ», «Реклама», «Связи с общественностью».
Перечень тематических модулей бакалавриата включает в себя следующие: «Международная журналистика», «Художественная культура в СМИ», «Деловая журналистика», «Социально-политическая журналистика», «Журналистика стиля жизни», «Спорт в СМИ».
Индустриальный модуль в бакалавриате очно-заочной формы обучения — «Мультимедийная журналистика». Тематический модуль — «Тематика современной журналистики».
В магистратуре очной формы осуществляется подготовка по программам: «Телевизионная журналистика», «Теория и технологии современной журналистики», «Медиакоммуникации в международных отношениях», «Теория и экономика цифровых медиа», «Стратегические коммуникации», «Цифровая журналистика», «Российская журналистика и культура в глобальном контексте» (на английском языке)" и «Медиакоммуникации»: «Отечественная культура в цифровом медиапространстве».
В магистратуре очно-заочной формы осуществляется подготовка по четырём программам: «Теория и технологии современной журналистики», «Теория и экономика цифровых медиа», «Научная журналистика и коммуникация», «Телевизионная журналистика».

## Политическая активность

### СССР
21 декабря 1980 года, в день памяти Джона Леннона несколько студентов международного отделения журфака приняли участие в несанкционированном митинге памяти Леннона на Ленинских горах, за что были задержаны и провели в КПЗ несколько часов. Один из студентов (Андрей Марчик) предложил в своём выступлении на митинге переименовать Ленинские горы в «Леннонские».
Летом 1988 года белая с золотом мемориальная доска Михаилу Суслову, открытая 19 ноября 1982 года левее входа в здание факультета, была залита чернилами. Через некоторое время, в феврале 1989 года, доска была снята.

### Россия
В ноябре 2010 года на фасаде здания факультета был размещен чёрный плакат «Кто бил Кашина?». Ответственность за это взяла на себя группа студентов «Другой журфак».
В октябре 2011 года на факультете состоялась встреча президента России Дмитрия Медведева со студентами и активистами молодёжных движений. Как утверждали очевидцы, настоящих студентов журфака там было человек 10, остальные — активисты движений «Наши», «Молодая гвардия» и пр. Вместе с тем, студенты факультета (в частности, Вера Кичанова) пытались прорваться к президенту, но были задержаны. На встречу пускали только по заранее оговорённым спискам, вопросы согласовывались заранее. Студенты и выпускники обратились к ректору МГУ Виктору Садовничему с открытым письмом, где негодовали, что журфак «был использован как площадка для предвыборной встречи лидера одной из партий с „подсадными утками“», предлагали «потребовать извинений от Дмитрия Медведева и гарантировать, что подобная ситуация не повторится в будущем».
С тем, чтобы исправить негативное впечатление от встречи на журфаке, президент провёл в январе 2012 года повторную встречу, куда были приглашены только студенты. Дмитрий Медведев около двух часов отвечал на острые вопросы. В частности, на вопрос одного из участников встречи, не опасается ли он суда и смертной казни за свои действия, если в России произойдёт революция, Дмитрий Медведев сказал, что «ничего не боится» и «за свои идеалы готов умереть».

## Руководство факультета
- Декан — профессор Елена Леонидовна Вартанова.
- Заместитель декана по учебной работе — доцент Ирина Александровна Сурнина.
- Заместитель декана по научной работе — доцент Михаил Игоревич Макеенко.
- Заместитель декана по учебно-методическому объединению — доцент Мария Михайловна Лукина.
- Куратор внеаудиторной работы со студентами и работы с общежитиями — доцент Диана Валериевна Платонова.
- Куратор дополнительного образования и магистратуры — доцент Ольга Владимировна Смирнова.
- Куратор международного сотрудничества — ведущий научный сотрудник Анна Александровна Гладкова.
- Куратор практики и трудоустройства — доцент Анна Николаевна Гуреева.

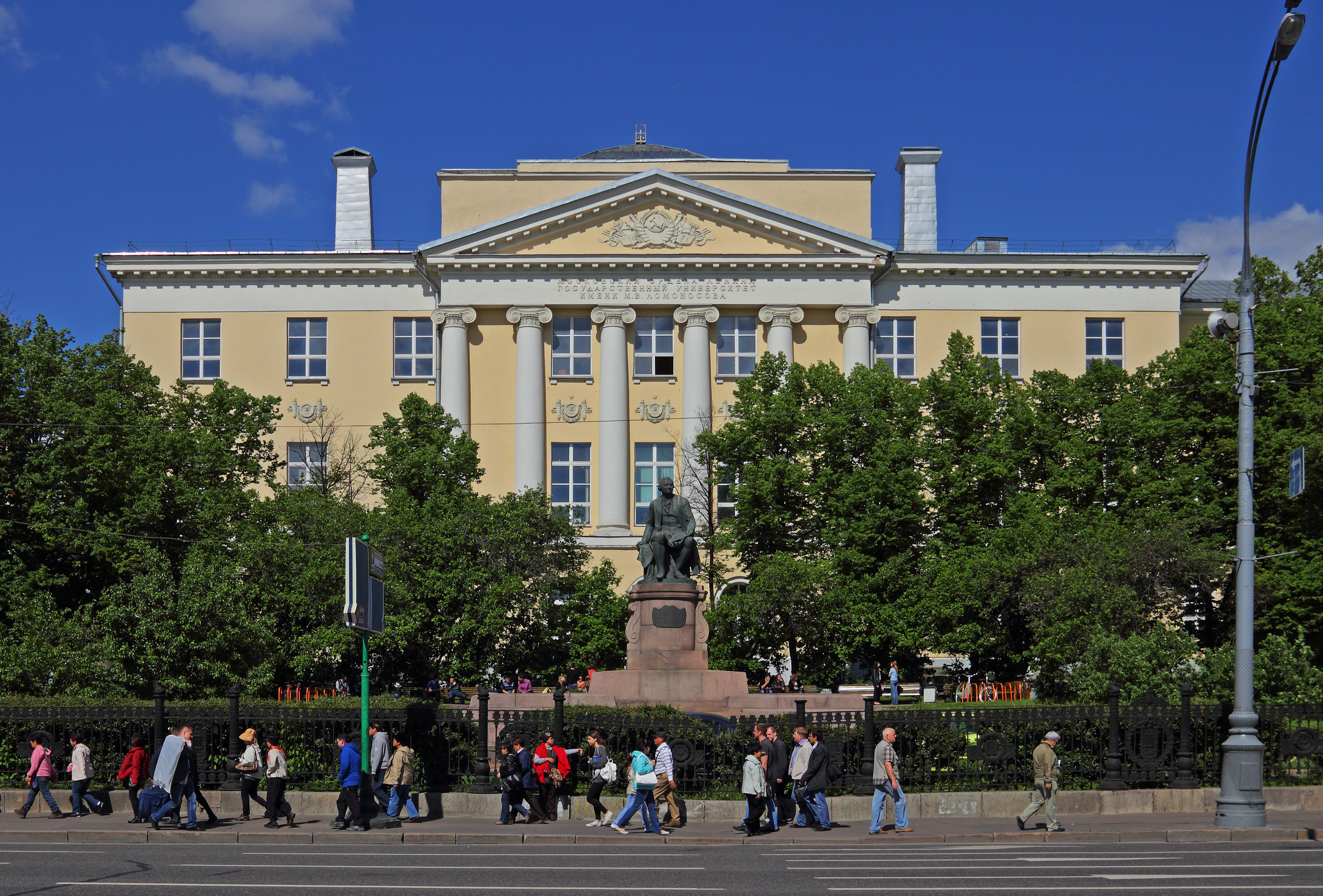
Здание факультета журналистики МГУ — бывший Аудиторный корпус

### На факультете журналистики 15 кафедр[25]
- цифровой журналистики[26];
- телевидения и радиовещания[27];
- фотожурналистики и технологий СМИ[28];
- теории и экономики СМИ[29];
- новых медиа и теории коммуникации[30];
- рекламы и связей с общественностью[31];
- социологии массовых коммуникаций[32];
- стилистики русского языка[33];
- теории и методики редактирования[34];
- медиалингвистики[35];
- зарубежной журналистики и литературы[36];
- истории русской литературы и журналистики[37];
- истории и правового регулирования отечественных СМИ[38];
- литературно-художественной критики и публицистики[39];
- Кафедра UNESCO по журналистике и массовой коммуникации[40]